# فيرنون بيري
فيرنون بيري (بالإنجليزية: Vernon Perry)‏ هو لاعب كرة قدم أمريكية أمريكي، ولد في 22 سبتمبر 1953 في جاكسون في الولايات المتحدة.

## وصلات خارجية
- فيرنون بيري على موقع مرجع كرة القدم المحترفة.كوم (الإنجليزية)